# Eino Leino
Eino Leino, pseudonimo di Armas Einar Leopold Lönnbohm (Paltamo, 6 luglio 1878 – Tuusula, 10 gennaio 1926), è stato un poeta e scrittore finlandese.

## Biografia
Oltre che poeta, sia lirico che drammatico, fu anche romanziere, critico letterario e d'arte, nonché traduttore e giornalista. Considerato tra i principali esponenti della cultura dell'Europa settentrionale dell'inizio del Novecento, ha pubblicato oltre 70 libri di poesie e racconti.
Il suo stile letterario si formò inizialmente con aderenze al neoromanticismo ed alla lirica popolare finnica, con lo scopo di trascendere il realismo e di avvicinare la letteratura finlandese al panorama europeo. Durante la sua maturità culturale, Leino si avvicinò alle suggestioni estetizzanti e alla 'mistica' nietzscheiana.
Il più famoso di questi è probabilmente Helkavirsiä (1903 e 1916), in cui utilizza ampiamente i temi della mitologia finlandese e del folclore.
È stato il primo finlandese a tradurre la Divina Commedia di Dante Alighieri, e si distinse per la traduzione anche di Jean Racine, Pierre Corneille, Goethe, Heinrich Heine, durante gli anni di soggiorno italiano e tedesco.
È deceduto nel 1926 all'età di 47 anni.

## Opere

### Poesie
- Maaliskuun lauluja, Otava, 1896
- Tarina suuresta tammesta y.m. runoja, WSOY, 1896
- Yökehrääjä, Otava, 1897
- Sata ja yksi laulua, Otava, 1898
- Tuonelan joutsen, poesia drammatica, Otava, 1898
- Ajan aalloilta, WSOY, 1899
- Kuvaelmia muinaisajoilta, insieme a Jalmari Finnen, scritto nei festival della stampa nel novembre 1899, pubblicato originariamente a Helsingin Sanomat il 23 dicembre 1984
- Hiihtäjän virsiä, Otava, 1900
- Kivesjärviläiset, Otava, 1901
- Pyhä kevät, Otava, 1901
- Kangastuksia, Otava, 1902
- Helkavirsiä, Otava, 1903
- Simo Hurtta. Runoja isonvihan ajoilta, Otava, 1904
- Talvi-yö, Otava, 1905
- Turjan loihtu, poesia drammatica, Emil Vainio, 1907
- Halla, Otava, 1908
- Tähtitarha, Kirja, 1912
- Painuva päivä, Kirja, 1914
- Elämän koreus, Kirja, 1915
- Helkavirsiä, Otava, 1916
- Karjalan kuningas, dramma poetico, Kirja, 1917
- Leirivalkeat, Kirja, 1917
- Vapauden kirja, antologia poetica, Kirja, 1918
- Bellerophon, Ahjo, 1919
- Juhana Herttuan ja Catharina Jagellonican lauluja, Ahjo, 1919
- Lemmen lauluja, antologia poetica, Kirja, 1919
- Simo Hurtta. Runoja isonvihan ajoilta, toinen sarja, Otava, 1919
- Ajatar. Tietovirsiä, Otava, 1920
- Kodin kukka ja uhrikuusi, Ahjo, 1920
- Syreenien kukkiessa, Minerva, 1920
- Vanha pappi, poema narrativo, Otava, 1921
- Pajarin poika, danze popolari della Carelia, Otava, 1922
- Puolan paanit, danze popolari della Carelia, Otava, 1922
- Helkavirsiä 1–2, Otava, 1924
- Shemeikan murhe, Gummerus, 1924

### Prosa
- Päiväperhoja, racconti, Eero Erkko, 1903
- Kaunosielu, Otava, 1904
- Päivä Helsingissä, caricatura, Otava, 1905
- Tuomas Vitikka, romanzo, Otava, 1906
- Jaana Rönty, romanzo, Otava, 1907
- Olli Suurpää, romanzo, Otava, 1908
- Rikos, 1949
- Nuori nainen, Yrjö Weilin, 1910
- Työn orja, romanzo, Yrjö Weilin, 1911
- Rahan orja, romanzo, Yrjö Weilin, 1912
- Naisen orja, romanzo, Kirja, 1913
- Onnen orja, romanzo, Kirja, 1913
- Seikkailijata, storia russa, Karisto, 1913
- Mesikämmen, una storia di Natale per anziani e giovani, Kirja, 1914
- Pankkiherroja, descrizione del moderno business finlandese, Kirja, 1914
- Paavo Kontio. Lakitieteen tohtori, romanzo, Kirja, 1915
- Musti, storia degli animali, Karisto, 1916
- Alla kasvon kaikkivallan, trilogia mistica, Karisto, 1917
- Ahven ja kultakalat, Ahjo, 1918
- Elina. Murroskauden kertomus, Minerva, 1919
- Kolme lähti, kaksi palasi, la storia della legge proibizionista in Finlandia, Minerva, 1926